# De Graeff
La casa di De Graeff (anche Graef, Graeff, De Graaf, De Graef, Graaff, De Graeff van Polsbroek) è una famiglia appartenente al patriziato cittadino di Amsterdam, che nel secolo d'oro olandese era una delle più importanti città della Contea d'Olanda.

## Storia

### Amsterdam
In diverse fonti Wolfgang von Graben († 1521) della famiglia austriaca Von Graben viene menzionato come antenato della famiglia De Graeff. Le teorie attuali negano questa ipotesi. La prima persona a essere chiamata familia De Graeff fu Peter von Graben aka Pieter Graeff (* 1450/1460), vissuto nella prima metà del XV secolo.

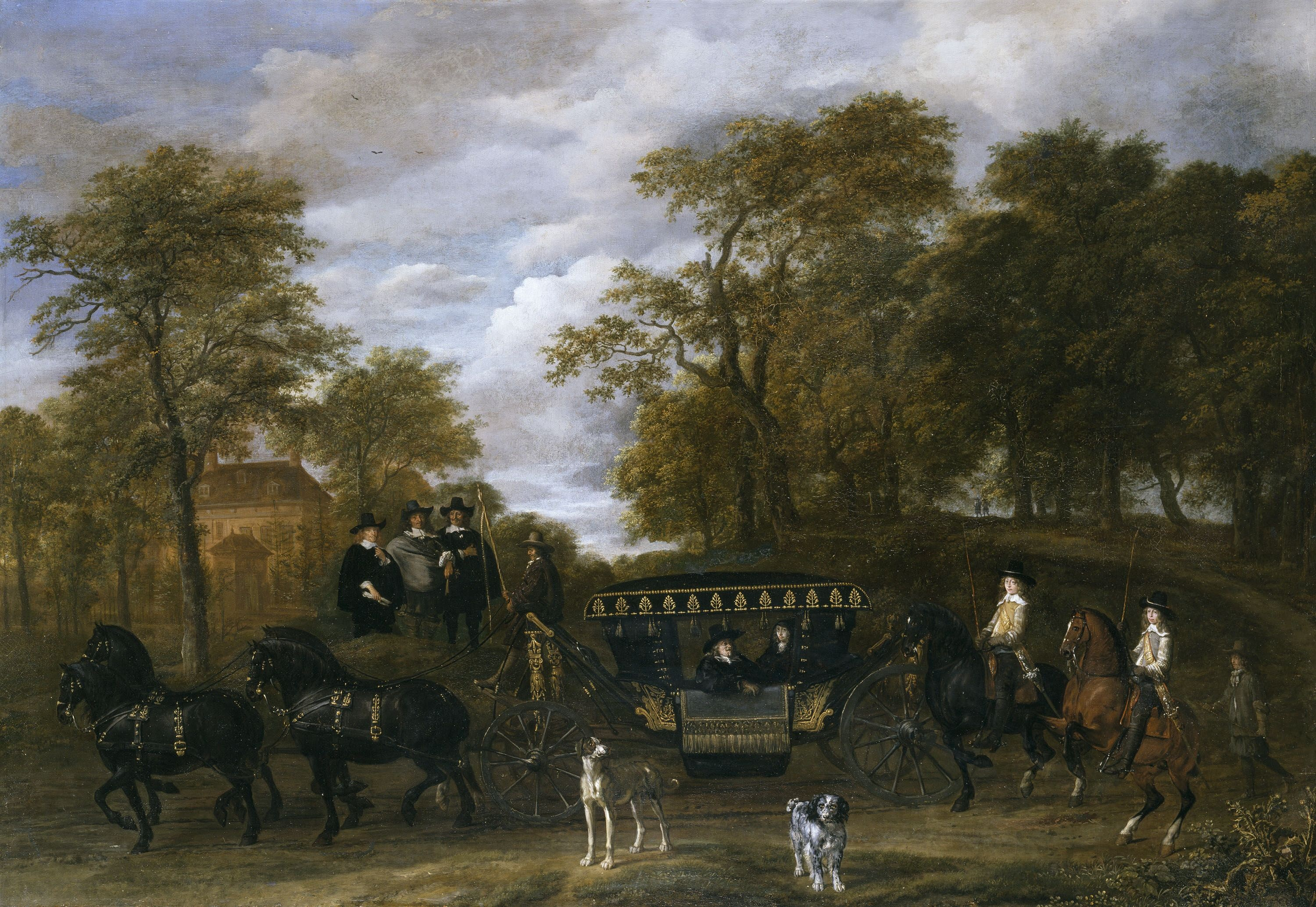
La familia De Graeff nel Palazzo Soestdijk, ritratto eseguito da Jacob van Ruisdael (1656-1660)

Il primo membro ad emergere nella storia fu Diederik Jansz Graeff (1529-1589), sindaco di Amsterdam e amico di Guglielmo I d'Orange. Le famiglie De Graeff, Bicker e De Witt favorirono l'apertura di trattative di pace con il Sacro Romano Impero Germanico al termine della Guerra degli ottant'anni, coronata con la firma della Pace di Vestfalia nel 1648. La famiglia acquistò molta importanza con Cornelis de Graeff (1599-1664), e suo fratello Andries de Graeff (1611-1678). Nel 1671/72 Gérard de Lairesse dipinse i tre dipinti del soffitto “Triomf der Vrede” (Trionfo della pace) per Andries de Graeff, con le parti da sinistra a destra: unità, libertà, sicurezza. I dipinti trasmettevano un messaggio chiaro: la “vera libertà” (Ware Vrijheid) della Repubblica era protetta solo dai governanti repubblicani di Amsterdam. I dipinti di Triomf der Vredes glorificano il ruolo della famiglia De Graeff come protettori dello stato repubblicano, difensori della “vera libertà” (ware Vrijheid). Deve essere intesa anche come una dichiarazione di opposizione e contro il ritorno allo statolder di Orano. A causa degli effetti del Rampjaar del 1672 e del ritorno dei statolder della Casa d'Orange, la famiglia De Graeff perse la sua influenza politica.
Lo storico e archivista olandese Bas Dudok van Heel ha scritto sull'influenza delle famiglie Bicker (in particolare Andries e Cornelis Bicker) e De Graeff (in particolare Cornelis e Andries de Graeff) e sulla loro mancanza di (alto) rango aristocratico: A Firenze famiglie come Bicker e De Graeff sarebbero stati principi senza corona. Qui avrebbero dovuto essere almeno elevati al grado di conte nel 1815, ma la nobiltà olandese meridionale non voleva tollerarlo. Ciò che hai ricevuto qui non è niente di intermedio e niente di completo.

#### Arte

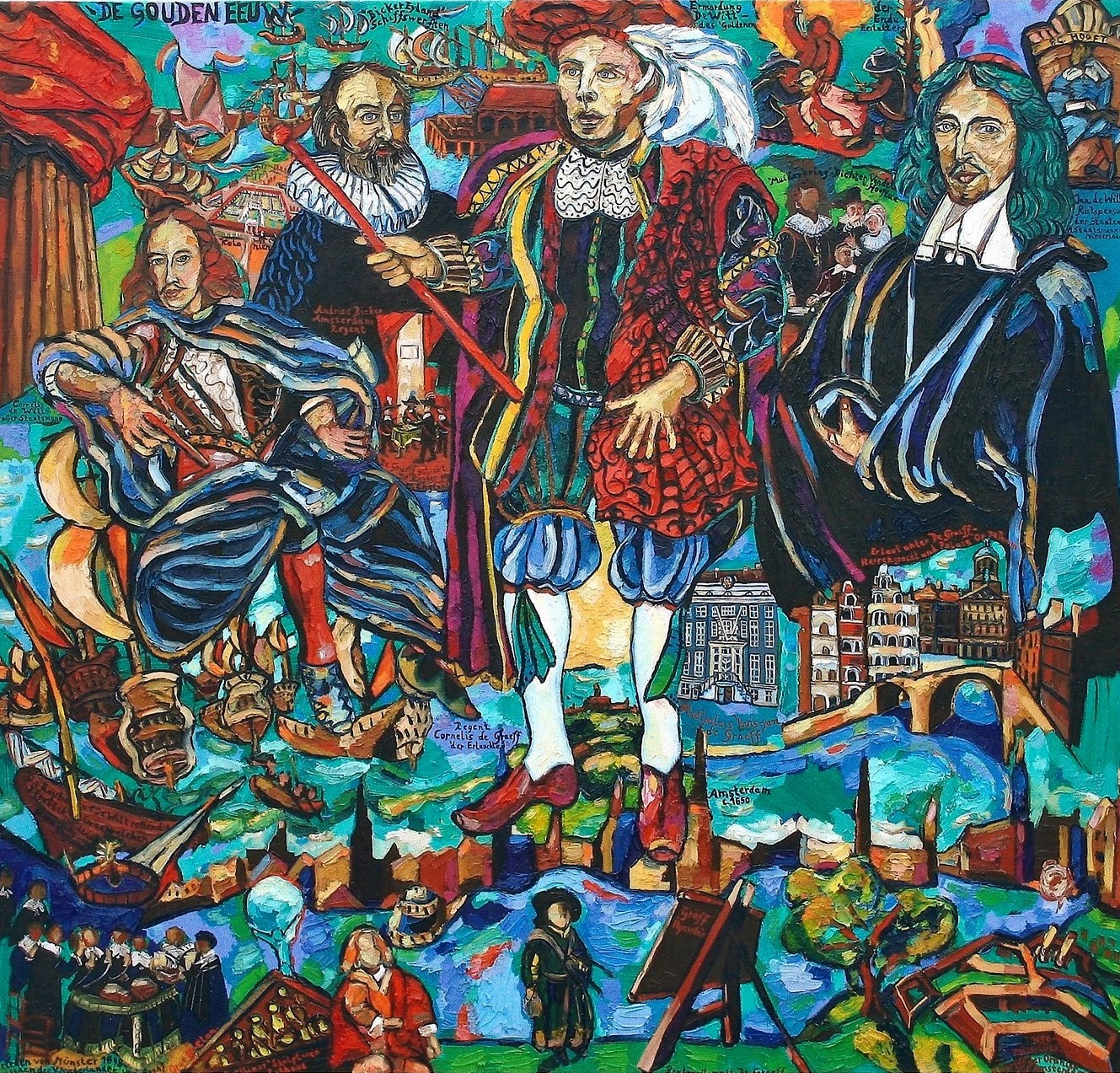
Dipinto storico "De Gouden eeuw" sulla famiglia De Graeff nel Secolo d'oro olandese. I protagonisti vengono mostrati intorno a Cornelis de Graeff (centrale) e ai suoi parenti Johan de Witt (giusto), Cornelis de Witt (sinistra) e Andries Bicker (secondo da sinistra), nonché ad alcuni eventi importanti di quel tempo. (dipinto di Matthias Laurenz Gräff, 2007)

Grazie all'attività finanziaria divenne molto potente e facoltosa, per alcuni periodi documentati la più ricca della città. La famiglia De Graeff finanziò molti artisti e poeti, tra i quali Rembrandt van Rijn, Gerard ter Borch, Jacob van Ruysdael, Govert Flinck, Nicolaes Eliaszoon Pickenoy, Jan Lievens, Jacob Jordaens, Caspar Netscher, Gérard de Lairesse, Artus Quellinus, Joost van den Vondel, Jan Vos e Caspar Barlaeus.

#### Titoli

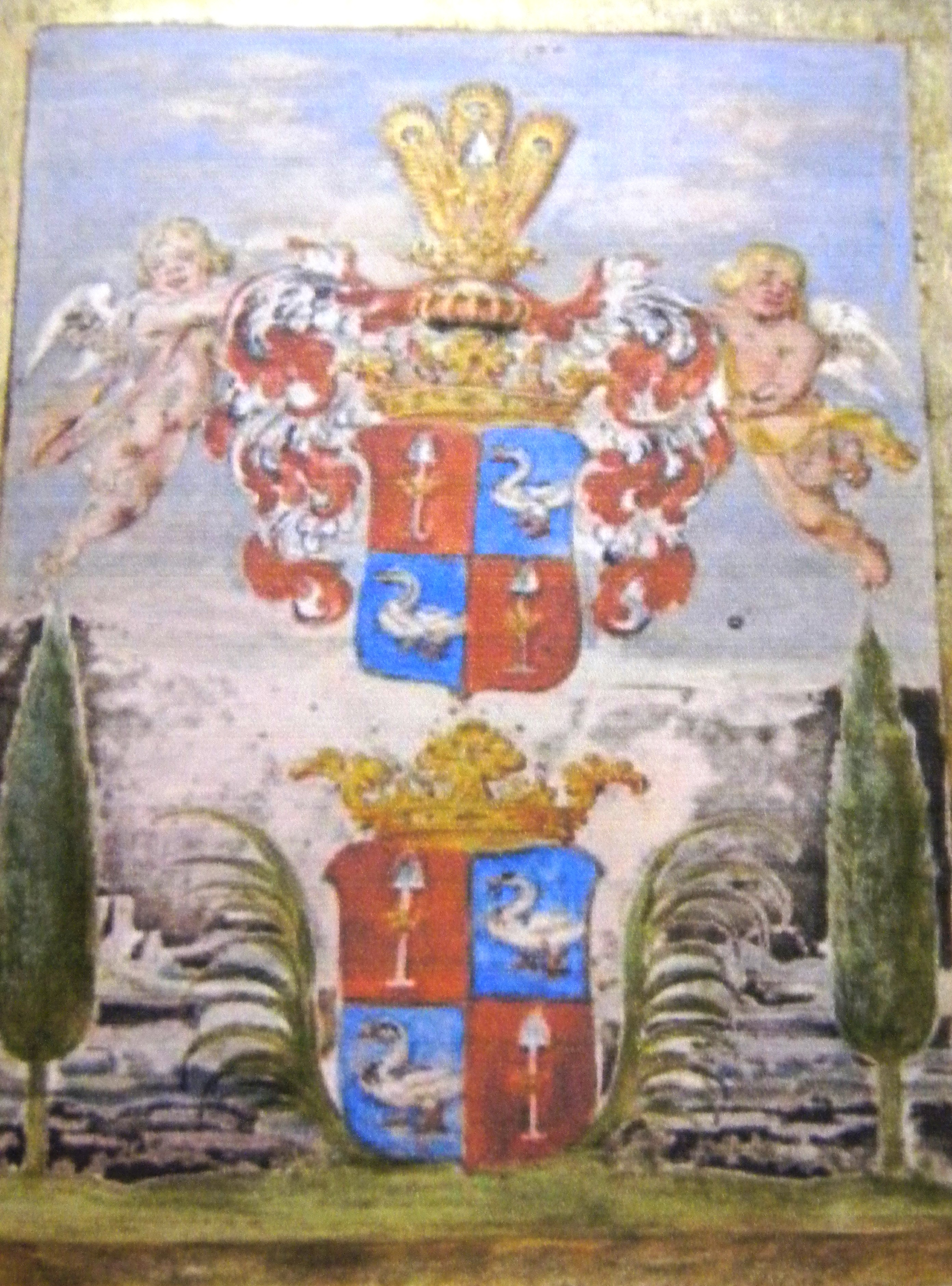
Lo stemma dei Liberi cavalieri imperiali De Graeff

Nel 1610 a seguito dell'acquisto da parte della famiglia del feudo libero  (Allodiale hoge heerlijkheid) di Zuid-Polsbroek, la famiglia assunse il nome di De Graeff van Polsbroek. Nel 1678 a Jacob de Graeff viene assegnato il titolo di Signori liberi di Purmerland e Ilpendam (Hoge heerlijkheid van Purmerland en Ilpendam). Nel 1677 è Cornelis, unico figlio di Andries de Graeff, ad elevato al rango di Cavalieri del Sacro Romano Impero (Freier Reichsritter / Ritter des Heiligen römischen Reiches) e nel 1885 'jonkheer.

### Rami della famiglia
Oltre alla famiglia ad Amsterdam, altre linee esistevano ed esistevano nei Paesi Bassi, in Sud Africa e nell'antico impero tedesco (Prussia).

## Membri

### Importanti membri
Linea di Amsterdam

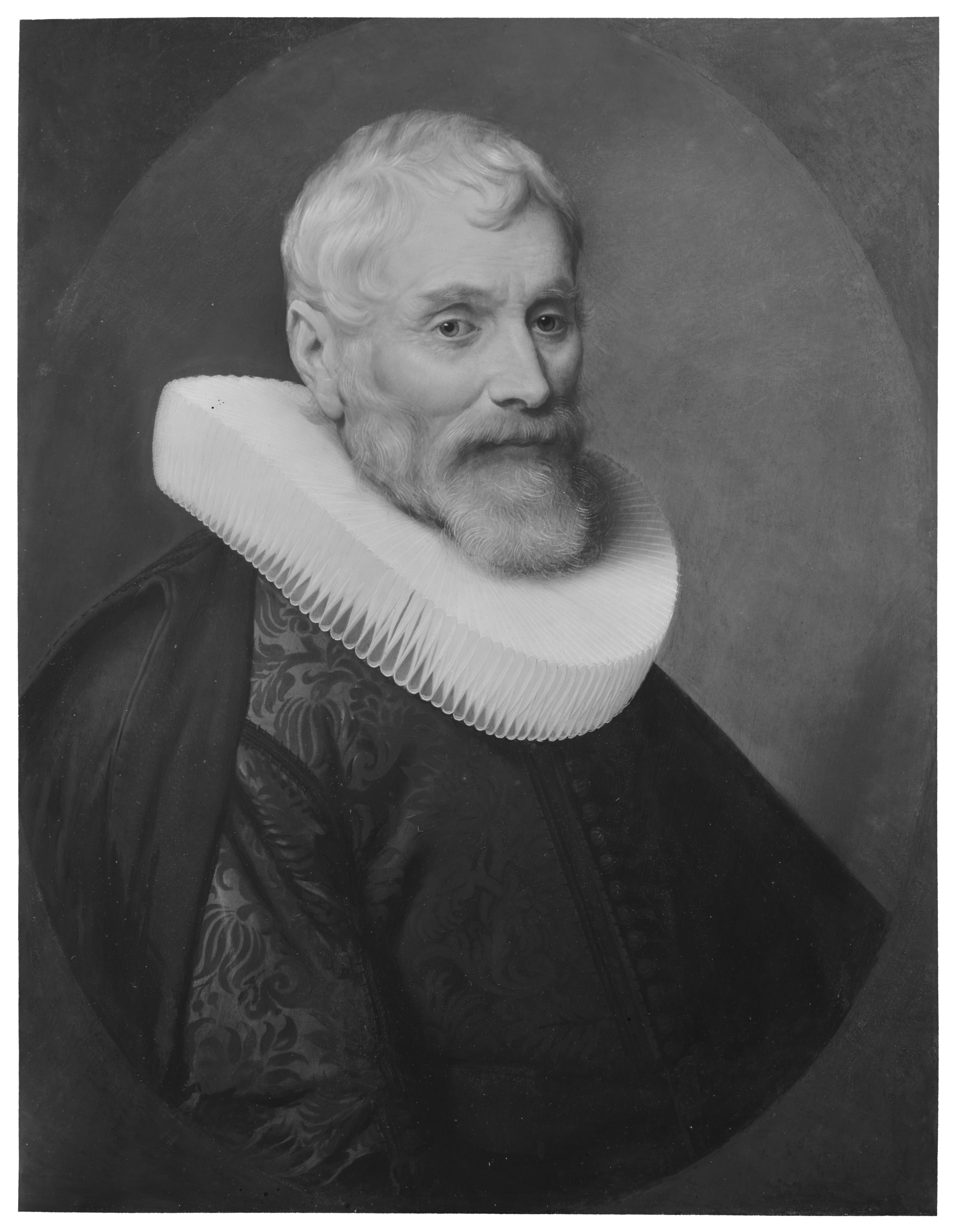
Jacob Dircksz de Graeff

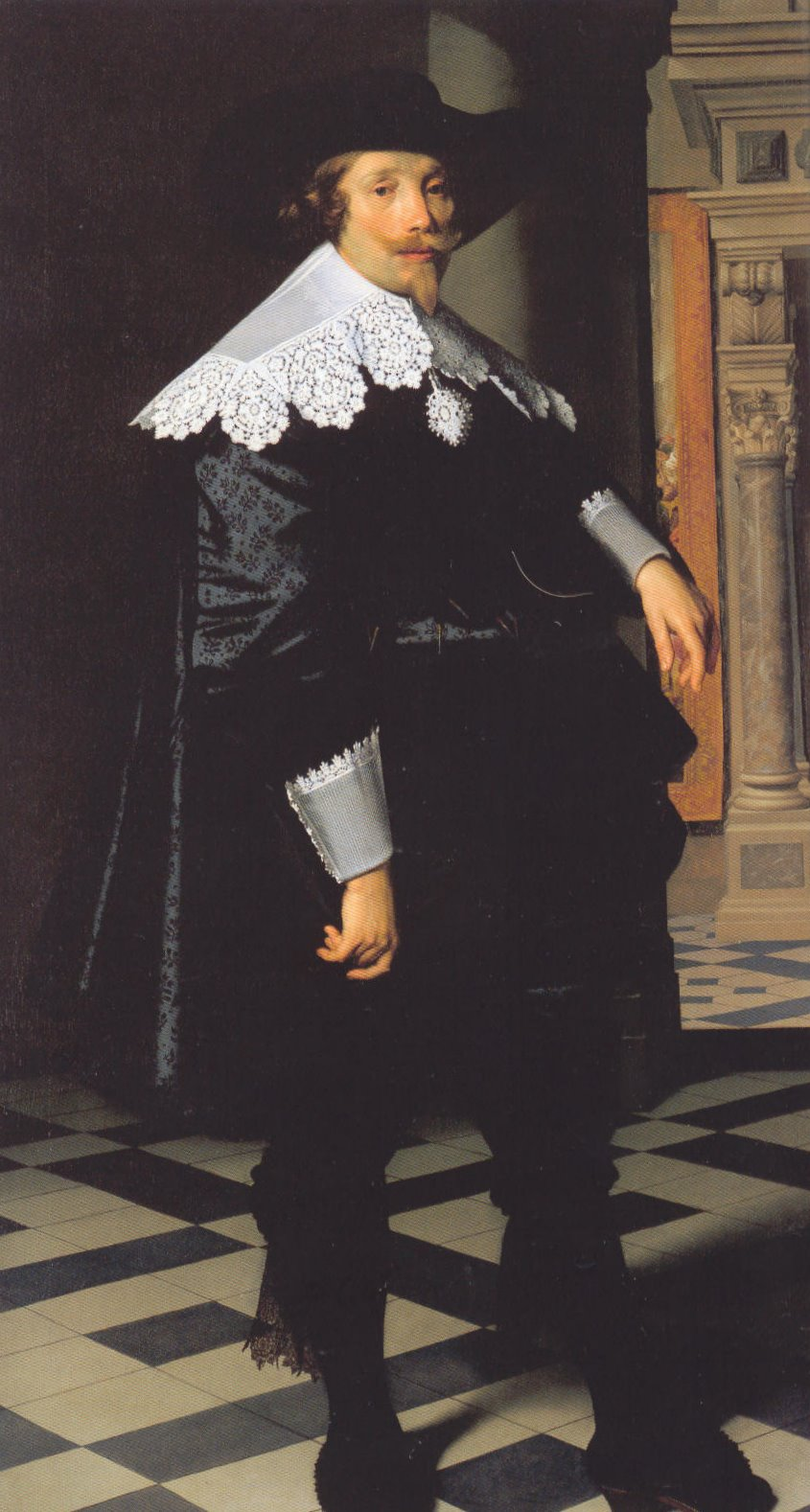
Cornelis de Graeff

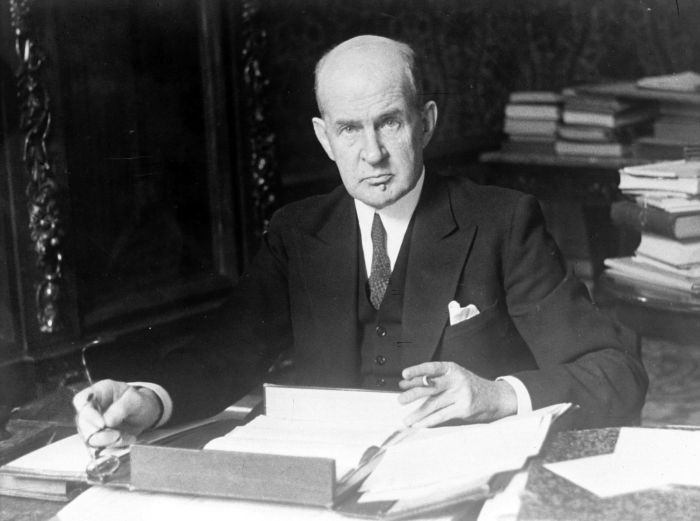
Andries Cornelis Dirk de Graeff

- Lenaert Jansz de Graeff (ca 1530/35 - 1578), comandante del Watergeuzen (I pezzenti di mare), amico di Grande geus Enrico di Brederode
- Dirk Jansz Graeff (1532-1589), sindaco e senatore di Amsterdam e amico di Guglielmo I d'Orange
- Jacob Dircksz de Graeff (1569/71 - 1638) signore libre di Zuid-Polsbroek, di Sloten, Osdorp, Amstelveen e Nieuwer-Amstel, sindaco e reggenti di Amsterdam
- Cornelis de Graeff (1599 - 1664),  signore libre di Zuid-Polsbroek e signore di Sloten, Osdorp, Nieuwer-Amstel e Amstelveen, sindaco e reggenti di Amsterdam, presidente della Compagnia olandese delle Indie orientali, statista
- Andries de Graeff (1611 - 1678), libero cavaliere imperiale, signore di Urk e Emmeloord, sindaco e reggente di Amsterdam, statista
- Pieter de Graeff (1638 - 1707),  signore libre di Zuid-Polsbroek, signore libre di Purmerland e Ilpendam, reggente di Amsterdam, "bewindhebber" (amministratore) della Compagnia olandese delle Indie orientali

Linea L'Aia
- Dirk de Graeff van Polsbroek (1833 - 1916), Jonkheer, console ministro olandese in Giappone
- Andries Cornelis Dirk de Graeff (1872 - 1958), Jonkheer, viceré delle Indie orientali olandesi, e ministro degli esteri

### Albero genealogico (estratto)

#### Linea di Amsterdam
Wolfgang von Graben († 1521), signore di Graben, Kornberg, Marburg e Obermarburg, Radkersburg, Neudenstein, Weinberg, visconti di Saldenhofen
1. Pieter Graeff (nato intorno al 1450/1460)
  1. Jan Pietersz Graeff (~1500-1553), reggente olandese e grossista di stoffe - sposò Stein Braseman (?-1557):
    1. Pieter Jansz Graeff (?-prima del 1547) - sposò Marij Jacob Dobbenszoonsdr
    2. Lenaert Jansz de Graeff (1525-1578) - vicegenerale capitano di Amsterdam, uno dei leader durante la riforma protestante - sposò Griet Jansdr Duivens
      1. Steyntje Leonardsdr de Graeff (1550-?) sposò Ellert Hendricksz Rooclaes
      2. Pieter Leonardsz de Graeff (1551-?), si sposò; discendenza sconosciuta.
      3. Jannetje Leonardsdr de Graeff - sposò Hillebrand Jorisz (1559-1632): con discendenza;
      4. Jan Leonhardsz de Graeff
      5. Dirk Reynier de Graeff (1596) - discendenti vedi sotto:  Linea Olandese-Prussiana

    3. Dirk Jansz Graeff (1529-1589), sindaco di Amsterdam - sposò Agniet Pietersdotter van Neck; sposò Matthea Jansdr Cat
      1. Jacob Dircksz de Graeff, signore libre di Zuid-Polsbroek (1571-1638), sindaco di Amsterdam - sposò Aaltje Boelens Loen (1579-1621):
        1. Cornelis de Graeff, signore libre di Zuid-Polsbroek (1599-1664), sindaco di Amsterdam, statista olandese
          1. Pieter de Graeff, signore libre di Zuid-Polsbroek, Purmerland e Ilpendam (1638-1707), reggente di Amsterdam - sposò nel 1662 Jacoba Jan Gerard Bicker (1640-1695):
            1. Agneta Pietersd de Graeff (1663-1725)
            2. Joannes de Graeff (1664-?)
            3. Cornelia Pietersd de Graeff (1669-?)
            4. Cornelis de Graeff (1671-1719), signore libre di Purmerland e Ilpendam
            5. Jan de Graeff, signore libre di Zuid-Polsbroek (1673-1714), consigliere Amsterdam - sposò nel 1709 Joanna Hoft (1678-1738):
              1. Jacoba Adriana de Graeff (1710-1745) - sposò Jacob Jan de Blocq van Kuffeler (1715-1779)
              2. Gerrit de Graeff di Zuid-Polsbroek, signore libre di Zuid-Polsbroek, Purmerland e Ilpendam (1711-1752), consigliere, reggente di Amsterdam, "bewindhebber" (amministratore) della Compagnia olandese delle Indie occidentali e Compagnia Olandese delle Indie Orientali - sposò Maria Elisabeth Sautjin (1719-1736); sposò poi Elisabeth Lestevenon (1716-1766):
                1. Geertruid Joanna de Graeff (1740-1801) - sposò Isaac Ernst, barone de Petersen (1737-1783); e poi François (Frans) Jacob van de Wall
                2. Gerrit de Graeff, signore libre di Zuid-Polsbroek, Purmerland e Ilpendam (1741-1811), consigliere e senatore di Amsterdam, membro del partito dei patrioti - sposò Christina van Herzeele (1748-1798):
                  1. Gerrit de Graeff, signore libre di Zuid-Polsbroek, Purmerland e Ilpendam (1766-1814) - sposò Emilia Henrietta Stadlander (1766-1826):
                    1. Christina Elisabeth de Graeff (1795-?)
                    2. Gerrit de Graeff, heer van Zuid-Polsbroek (1797-1870), signore libre di Zuid-Polsbroek, Purmerland e Ilpendam; consigliere Amsterdam - sposò Carolina Ursulina Stephania Engels (1795-1864): discendenti vedi sotto: Linea L'Aia

                  2. Geertruid Elisabeth de Graeff tot Polsbroek (1776-1857) - sposò Gijsbert Carel Rutger Reinier van Brienen van Ramerus (1771-1821): con discendenza;

                3. Elisabeth Jacoba de Graeff (1751-1802) - sposò il barone Jan de Petersen (1745-1786): con discendenza;

              3. Elisabeth Maria de Graeff (1712-1714)
              4. Alida Johanna de Graeff (1713-1757) - sposò François de Witt (1706-1775): con discendenza;
              5. Agneta de Graeff (1714-1725)

            6. Joannes de Graeff (1664-?)

          2. Jacob de Graeff, signore libre di Purmerland i Ilpendam (1642-1690), consigliere Amsterdam - sposò Maria van der Does

        2. Dirck de Graeff (1601-1637) - sposò Eva Bicker (1609-1665)
        3. Agniet de Graeff (1603-1656) - sposò Jan Gerristz Bicker (1591-1653): con discendenza;
        4. Wendela de Graeff (1607-1652) - sposò in prime nozze, Willem I Schrijver: con discendenza; sposò poi Pieter van Papenbroeck: con discendenza;
        5. Christina de Graeff (1609-1679) - sposò in prime nozze Jacob Gerritsz Bicker, signore di Engelenburg; sposò poi Pieter Cornelisz Trip
        6. Andries de Graeff (1611-1678) - sindaco di Amsterdam, statista olandese, sposò Elisabeth Bicker van Swieten (1623-1656):
          1. Cornelis Andriesz de Graeff (1650-1678) - sposò Agneta Deutz (1657-1678)
          2. Alida de Graeff (1651-1738) sposò Dirck van Veldhuysen, signore di Heemstede
          3. Arnoldina de Graeff (1652-1703) - sposò Transisulanus Adolphus van Voorst (1651-1707)

        7. Jannetje de Graeff (1614)
        8. Hendrik de Graeff

      2. Pieter Dircksz de Graeff, signore di Engelenburg (1574-1645)
      3. Weyntge Dircksdochter Graeff (?-1637) sposò Jacob Andriesz Boelens (1554-1621)
      4. Jan Dircksz Graeff (?-1627)
      5. Cornelis Dircksz de Graeff

    4. Cornelius Pieter Jansz Graeff
    5. Jacob Jansz Graeff - discendenti vedi sotto: Linea Ablasserdam

#### Linea Olandese-Prussiana
1. Dirk Reynier de Graeff (chiamato 1596)
  1. Reynier de Graaff (chiamato 1641)
    1. Reynardus de Graaff, fiscal generale da Groninga (chiamato 1670)
      1. Reynier de Graaff (chiamato 1710)
        1. Reynardus de Graaff (chiamato 1745)
          1. Reynbert Gerhard de Graaff (chiamato 1782)
            1. Reinardus Joostinus Marinus de Graaff, giurista (* 1829)
              1. Gérard Hendrik Reinardus de Graaff, ufficiale prussiano (1853–1917): con discendenti (?)
              2. Henri (Heinrich) de Graaff, tenente generale prussiano (1857–1924): con discendenti (?)
              3. Emile de Graaff

#### Linea Ablasserdam
1. Jacob Jansz Graeff (?-dopo il 1580) - sposò Geerte Claesdr van Ouder-Amstel
  1. Styntje Jacobsz Graeff - sposò Hendrik Stuijver, signore di Ravensberg (?-1590); sposò Herman Roswinkel
  2. Jan Jacobsz Graeff, contrammiraglio dell'Ammiragliato di Amsterdam (1570-1620) - sposò Trijns Simonsdr Coomans (?-1613)
    1. Claes Jansz Graeff 
      1. Albert Claesz de Graeff (1620-?), contrammiraglio dell'ammiragliato di Amsterdam

    2. Adriana Jansdr Graeff (?-1640) - sposò Reynier Adriaansz Coetenburgh (?-1633), contrammiraglio di Zijpe, di Heerhugowaard e di Hazedwarsdijk, ammiraglio di Alkmaar
    3. Maria Jansdr Graeff
    4. Cornelius Jansz Graeff - sposò Adriana Jans Pauw e Maria van der Veen 
      1. Catharina de Graeff - sposò Jan van Egmond van der Nienburg (1618-1712): con discendenza;
      2. Jan Cornelisz (de) Graeff: con discendenti

  3. Claes Jacobsz Graeff
  4. (illegittimo) Adriaan Jacobsz Graeff: con discendenti - discendenti: linea Graeff illegittima
    1. generazione sconosciuta
      1. Carolus Graef
        1. Heinrich Gräf (1784-1855)
          1. Ferdinand Gräf (* 1814)
            1. Karl Gräf, come padre benedettino Lambert Gräf, OSBB, detto anche Lambertus Graef (* 1848)

          2. Felix Gräff (1824-1907)
            1. Karl Gräff (1847-1909)
              1. Josef Gräff (1886-1950)
                1. Rudolf Gräff (1919-2006), giudice laico, politici
                  1. Helmuth Gräff (* 1958), artisti
                    1. Matthias Laurenz Gräff (* 1984), artisti, politici

### Associazione familiare
L'associazione familiare attiva a livello mondiale Gräff-Graeff e.V. (Familienverband Gräff-Graeff e.V.") è stata fondata nel 2013 come associazione registrata in Austria. L'associazione familiare serve a conoscersi, comunicare, scambiare, ricercare e riunire le famiglie Graeff, i discendenti naturali del nobile austriaco Wolfgang von Graben († 1521). L'associazione familiare ha diverse rappresentanze nazionali e conta circa 150 membri. Il presidente è Matthias Laurenz Gräff dall'Austria. La presidente dell'associazione familiare non va confusa con il ruolo di capo dell'intera famiglia e dei suoi vari rami.